# Bronisław Pekowski
Bronisław Pekowski (ur. 31 sierpnia 1940 w Bydgoszczy, zm. 18 stycznia 2014 w Warszawie) – polski śpiewak (bas-baryton), solista bydgoskiej Opery (1976-1986) oraz Teatru Wielkiego w Warszawie (od 1986).

## Życiorys
Zdolności wokalne odziedziczył po matce, która śpiewała w chórze bydgoskiego teatru muzycznego. Ulegając jej namowom, już jako inżynier po Politechnice Warszawskiej rozpoczął naukę śpiewu, najpierw w Średniej Szkole Muzycznej w Koszalinie, a następnie w Bydgoszczy. Będąc dyrektorem Okręgowego Przedsiębiorstwa Geodezyjno-Kartograficznego, jeździł kilka razy w miesiącu do Warszawy na lekcje do Krystyny Szczepańskiej. Potem bawiąc służbowo we Wrocławiu nawiązał kontakt z Barbarą Kostrzewską i Beatą Artemską, które poleciły go Stanisławowi Renzowi – dyrektorowi bydgoskiej Opery. W 1976 r. rozpoczął pracę w tym teatrze jako solista.
Już po kilku sezonach, mimo że łączył jeszcze działania wokalno-artystyczne z obowiązkami geodezyjno-kartograficznymi – udowodnił, że jest profesjonalnym śpiewakiem. Jego debiutem artystycznym była rola Skołuba w „Strasznym Dworze” S. Moniuszki (1976) i tytułowy „Holender tułacz” w operze R. Wagnera. Grał również w „Eugeniuszu Onieginie” P. Czajkowskiego (1980) i w „Kniaziu Igorze” A. Borodina (1982), gdzie stworzył kreacje postaci tytułowego bohatera. Grał także w kilkunastu innych operach i operetkach.
W 1986 r. za namową prof. Antoniego Wicherka został solistą Teatru Wielkiego w Warszawie. Jednak w Bydgoszczy pojawiał się nadal w ramach gościnnych występów. W 1989 r. uczestniczył w premierze „Otella” i razem z bydgoskim zespołem odbył tournée po Włoszech i Malcie. Jako bas-baryton warszawskiej sceny operowej występował w licznych spektaklach oraz wyjazdach zagranicznych.
Pochowany na cmentarzu komunalnym w Chojnicach.